# Emilie Speth
Emilie Speth (Antwerpen, 30 december 1891 - Brussel, 5 maart 1945) was een Belgische liberale politica, weduwe van minister Édouard Pecher en moeder van Charles Pecher een pionier in nucleaire geneeskunde.
Emilie Speth werd geboren als dochter van een Antwerpse reder en groeide op in Kapellen. Daar huwde ze in 1912 met Édouard Pecher, de latere voorzitter van de Liberale Partij, volksvertegenwoordiger, minister van Koloniën en Antwerps gemeenteraadslid. Op 35-jarige leeftijd werd ze echter al weduwe.
Pas na het overlijden van haar man trad Emilie Speth politiek op de voorgrond. Als voorzitster van de Nationale Federatie van Liberale Vrouwen (NFLV) lanceerde ze Georgette Ciselet en Jane Brigode binnen de Liberale Partij. Ze was ook actief in de liefdadigheid en het onderwijs, onder meer als stichtster van de liefdadigheidsorganisatie Groupement social féminin libéral, later bekend als Solidariteit. In de schoot van deze vereniging richtte ze een instelling voor probleemjongeren op, Home Philippe Speth, genoemd naar haar in de Tweede Wereldoorlog gesneuvelde neef.
Emilie Speth overleed in 1945 in Brussel en werd begraven op het Antwerpse Schoonselhof.